# Julien Guerrier
Pour les articles homonymes, voir Guerrier (homonymie).
Julien Guerrier (né le 1er juillet 1985 à Évreux) est un golfeur professionnel originaire du golf de la Prée la Rochelle.
Il a gagné le Championnat amateur de Grande Bretagne en 2006 ce qui lui a donné un droit d'entrée pour jouer le prestigieux Masters d'Augusta qu'il aura la chance de jouer en compagnie de l'illustre champion multi vainqueur en Grand Chelem Gary Player (Afrique du Sud).
En amateur, il atteint le sommet de la hiérarchie du golf amateur français en 2006 en remportant la célèbre Coupe Frayssineau-Mouchy sur le Golf de Fontainebleau.
Il remporte en 2008 le Trophée Préven's, tournoi professionnel organisé sur le parcours de Bussy-Saint-Georges.
En aout 2010, à l'open de Tchéquie sur le Grand Tour Européen, il termine 5e avec les cartes de 68.72.71.69
Il remporte le 18 juin 2017 le Haut de France Golf Open organisé sur le parcours de l'AA Golf Club